# Patty Schnyder
Patty Schnyder [ˈʃniːdər] (* 14. Dezember 1978 in Basel) ist eine ehemalige Schweizer Tennisspielerin.

## Laufbahn
Patty Schnyder wuchs in Bottmingen im Kanton Basel-Landschaft auf. Sie begann früh mit dem Tennissport und nahm an einem Aufbauprogramm für Tennistalente teil. Von 1994 bis 2011 spielte sie auf der WTA Tour, im Sommer 2015 begann sie ihr Comeback auf dem ITF Women’s Circuit.
In ihren ersten Profijahren erreichte Schnyder mit ihrem damaligen Trainer Eric van Harpen bereits Platz 11 der Weltrangliste. 1998 fiel sie auf Platz 37 zurück. In ihrem letzten Karriereabschnitt wurde sie von ihrem damaligen Ehemann Rainer Hofmann betreut.
Zwischen 1996 und 2011 bestritt Schnyder für die Schweizer Fed-Cup-Mannschaft insgesamt 72 Partien; ihre Bilanz weist 50 Siege bei 22 Niederlagen aus.
2004 zog sie bei den Australian Open in den Halbfinal ein. Sie erreichte im November 2005 mit Platz 7 ihre höchste Weltranglistenposition. In den folgenden Jahren kam sie bei Grand-Slam-Turnieren nicht mehr über einen Viertelfinal hinaus.
Nach einer Erstrundenniederlage gegen Kateryna Bondarenko bei den French Open des Jahres 2009 erklärte Schnyder, sie werde spätestens im Frühjahr 2010 zurücktreten. Ungeachtet dessen setzte sie ihre Karriere fort und erreichte noch zweimal ein Endspiel, am 11. Juli 2010 beim WTA-Turnier von Budapest sowie im Oktober 2010 beim WTA-Turnier von Linz. Nach ihrem Ausscheiden 2011 in der ersten Runde der French Open erklärte sie ihren Rücktritt.
2015 war Patty Schnyder Trainerin am Bundesstützpunkt des DTB in Hannover. Zudem trat sie in der deutschen Tennis-Bundesliga für den Zweitligisten Braunschweiger THC an.
Im Sommer 2015 gab sie ihr Comeback auf dem ITF Pro Circuit. Ihre erste Partie am 22. Juli 2015 bei einem $25'000-Turnier in Darmstadt verlor sie gegen Sofija Kowalez. Bei ihrem dritten Auftritt erreichte sie die Viertelfinals, bevor sie in Prag bei einem $10'000-Event den Turniersieg errang. 2017 gewann sie zwei weitere ITF-Titel. Im April 2018 trat Schnyder zum ersten Mal seit sieben Jahren wieder für die Schweizer Mannschaft im Fed Cup an; in der Begegnung gegen Rumänien verlor sie ihr Einzel gegen die Weltranglistenerste Simona Halep. Im November 2018 beendete sie schliesslich endgültig ihre Karriere.
Seit 2016 kommentiert Schnyder Fed-Cup-Begegnungen der Schweiz für das Schweizer Fernsehen SRF, seit 2022 auch Grand-Slam-Spiele.
Sie lebt mit ihrem deutschen Partner und ihren zwei Töchtern in der Nähe von Hannover.

## Turniersiege

### Einzel
| Nr. | Datum              | Turnier         | Kategorie    | Belag             | Finalgegnerin       | Ergebnis        |
| --- | ------------------ | --------------- | ------------ | ----------------- | ------------------- | --------------- |
| 1.  | 17. Januar 1998    | Hobart          | WTA Tier IV  | Hartplatz         | Dominique van Roost | 6:3, 6:2        |
| 2.  | 22. Februar 1998   | Hannover        | WTA Tier II  | Teppich (Halle)   | Jana Novotná        | 6:0, 2:6, 7:5   |
| 3.  | 23. Mai 1998       | Madrid          | WTA Tier III | Sand              | Dominique van Roost | 3:6, 6:4, 6:0   |
| 4.  | 12. Juli 1998      | Maria Lankowitz | WTA Tier IV  | Sand              | Gala León García    | 6:2, 4:6, 6:3   |
| 5.  | 19. Juli 1998      | Palermo         | WTA Tier IV  | Sand              | Barbara Schett      | 6:1, 5:7, 6:2   |
| 6.  | 9. Januar 1999     | Gold Coast      | WTA Tier III | Hartplatz         | Mary Pierce         | 4:6, 7:6, 6:2   |
| 7.  | 11. November 2001  | Pattaya         | WTA Tier V   | Hartplatz         | Henrieta Nagyová    | 6:0, 6:4        |
| 8.  | 20. Oktober 2002   | Zürich          | WTA Tier I   | Hartplatz (Halle) | Lindsay Davenport   | 6:75, 7:68, 6:3 |
| 9.  | 8. Januar 2005     | Gold Coast      | WTA Tier III | Hartplatz         | Samantha Stosur     | 1:6, 6:3, 7:5   |
| 10. | 24. Juli 2005      | Cincinnati      | WTA Tier III | Hartplatz         | Akiko Morigami      | 6:4, 6:0        |
| 11. | 14. September 2008 | Bali            | WTA Tier III | Hartplatz         | Tamira Paszek       | 6:3, 6:0        |
| 12. | 6. September 2015  | Prag            | ITF $10.000  | Sand              | Zuzana Luknárová    | 6:1, 6:2        |
| 13. | 21. Mai 2016       | Båstad          | ITF $10.000  | Sand              | Melanie Stokke      | 6:1, 6:3        |
| 14. | 1. Juli 2017       | Périgueux       | ITF $25.000  | Sand              | Camilla Rosatello   | 6:4, 7:5        |
| 15. | 30. Juli 2017      | Horb            | ITF $25.000  | Sand              | Conny Perrin        | 6:3, 6:1        |

### Doppel
| Nr. | Datum            | Turnier   | Kategorie   | Belag             | Partnerin           | Finalgegnerinnen                       | Ergebnis       |
| --- | ---------------- | --------- | ----------- | ----------------- | ------------------- | -------------------------------------- | -------------- |
| 1.  | 3. Mai 1998      | Hamburg   | WTA Tier II | Sand              | Barbara Schett      | Martina Hingis Jana Novotná            | 7:63, 3:6, 6:3 |
| 2.  | 17. Februar 2002 | Antwerpen | WTA Tier II | Teppich (Halle)   | Magdalena Maleewa   | Nathalie Dechy Meilen Tu               | 6:3, 7:63, 6:3 |
| 3.  | 9. Februar 2003  | Paris     | WTA Tier II | Teppich (Halle)   | Barbara Schett      | Marion Bartoli Stéphanie Cohen-Aloro   | 2:6, 6:2, 7:65 |
| 4.  | 15. Februar 2004 | Paris     | WTA Tier II | Teppich (Halle)   | Barbara Schett      | Silvia Farina Elia Francesca Schiavone | 6:3, 6:2       |
| 5.  | 5. Oktober 2008  | Stuttgart | WTA Tier II | Hartplatz (Halle) | Anna-Lena Grönefeld | Květa Peschke Rennae Stubbs            | 6:2, 6:4       |

## Abschneiden bei Grand-Slam-Turnieren

### Einzel
Die Tabelle listet die Ergebnisse der Grand-Slam-Turniere, der Tour Championships, der Olympischen Spiele, des Fed Cups bzw. Billie Jean King Cups und der Turniere folgender Kategorien auf: 1990–2008: Tier I, 2009–2020: Premier Mandatory und Premier 5, ab 2021: WTA 1000.
| Turnier            | 1995 | 1996 | 1997 | 1998 | 1999 | 2000 | 2001 | 2002 | 2003 | 2004 | 2005 | 2006 | 2007 | 2008 | 2009 | 2010 | 2011 | 2012 | 2013 | 2014 | 2015 | 2016 | 2017 | 2018 | Karriere |
| ------------------ | ---- | ---- | ---- | ---- | ---- | ---- | ---- | ---- | ---- | ---- | ---- | ---- | ---- | ---- | ---- | ---- | ---- | ---- | ---- | ---- | ---- | ---- | ---- | ---- | -------- |
| Australian Open    | —    | —    | AF   | AF   | 2    | AF   | 1    | 1    | AF   | HF   | VF   | VF   | AF   | 2    | 2    | —    | 1    | —    | —    | —    | —    | —    | —    | Q1   | 1 × HF   |
| French Open        | —    | 1    | 3    | VF   | 3    | 1    | 2    | AF   | AF   | 2    | AF   | AF   | AF   | VF   | 1    | 1    | 1    | —    | —    | —    | —    | —    | —    | —    | 2 × VF   |
| Wimbledon          | —    | 1    | 1    | 2    | 1    | 2    | 3    | 2    | 1    | 2    | 1    | 2    | AF   | 1    | 1    | 1    | —    | —    | —    | —    | —    | —    | —    | Q1   | 1 × AF   |
| US Open            | —    | —    | 3    | VF   | 3    | 2    | 2    | 3    | 2    | AF   | AF   | AF   | 3    | VF   | 2    | 3    | —    | —    | —    | —    | —    | —    | Q2   | 1    | 2 × VF   |
| WTA Finals         | —    | —    | —    | 1    | —    | —    | —    | 1    | —    | —    | RR   | —    | —    | —    | —    | —    | —    | —    | —    | —    | —    | —    | —    | —    | 1 × RR   |
| Doha               |      |      |      |      |      |      |      |      |      |      |      |      |      |      |      |      |      | —    | —    | —    |      | —    |      | —    | —        |
| Dubai              |      |      |      |      |      |      |      |      |      |      |      |      |      |      | —    | 1    | AF   |      |      |      | —    |      | —    |      | 1 × AF   |
| Indian Wells       |      |      | —    | —    | AF   | 3    | 2    | —    | 2    | —    | —    | —    | —    | —    | 2    | 2    | 1    | —    | —    | —    | —    | —    | —    | —    | 1 × AF   |
| Miami              | —    | —    | 2    | AF   | AF   | 3    | 2    | 2    | —    | —    | 3    | AF   | 2    | 3    | 3    | 2    | 2    | —    | —    | —    | —    | —    | —    | —    | 3 × AF   |
| Hilton Head Island | —    | —    | 2    | VF   | HF   | AF   |      |      |      |      |      |      |      |      |      |      |      |      |      |      |      |      |      |      | 1 × HF   |
| Charleston         |      |      |      |      |      |      | 1    | F    | 2    | HF   | HF   | F    | 2    | VF   |      |      |      |      |      |      |      |      |      |      | 2 × F    |
| Rom                | —    | —    | HF   | 1    | AF   | 1    | 2    | 2    | AF   | 2    | F    | AF   | HF   | VF   | AF   | 2    | 1    | —    | —    | —    | —    | —    | —    | —    | 1 × F    |
| Madrid             |      |      |      |      |      |      |      |      |      |      |      |      |      |      | HF   | AF   | 1    | —    | —    | —    | —    | —    | —    | —    | 1 × HF   |
| Berlin             | —    | —    | 1    | 1    | VF   | 1    | AF   | —    | AF   | AF   | HF   | VF   | VF   | 1    |      |      |      |      |      |      |      |      |      |      | 1 × HF   |
| San Diego          |      |      |      |      |      |      |      |      |      | 1    | VF   | HF   | F    |      |      |      |      |      |      |      |      |      |      |      | 1 × F    |
| Cincinnati         |      |      |      |      |      |      |      |      |      |      |      |      |      |      | 2    | —    | —    | —    | —    | —    | —    | —    | —    | —    | 1 × 2R   |
| Kanada             | —    | —    | —    | 1    | 1    | 2    | —    | 2    | —    | —    | —    | —    | AF   | AF   | 2    | 2    | —    | —    | —    | —    | —    | —    | —    | —    | 2 × AF   |
| Tokio              | —    | —    | —    | —    | —    | —    | —    | —    | —    | —    | —    | —    | —    | —    | 1    | —    | —    | —    | —    |      |      |      |      |      | 1 × 1R   |
| Wuhan              |      |      |      |      |      |      |      |      |      |      |      |      |      |      |      |      |      |      |      | —    | —    | —    | —    | —    | —        |
| München            |      |      |      | F    | —    |      |      |      |      |      |      |      |      |      |      |      |      |      |      |      |      |      |      |      | 1 × F    |
| Zürich             | AF   | 1    | 1    | AF   | AF   | 1    | 1    | S    | VF   | HF   | F    | 1    | AF   |      |      |      |      |      |      |      |      |      |      |      | 1 × S    |
| Philadelphia       | —    |      |      |      |      |      |      |      |      |      |      |      |      |      |      |      |      |      |      |      |      |      |      |      | —        |
| Peking             |      |      |      |      |      |      |      |      |      |      |      |      |      |      | 2    | 2    | —    | —    | —    | —    | —    | —    | —    | —    | 2 × 2R   |
| Moskau             |      |      | AF   | AF   | 1    | AF   | —    | —    | 1    | 1    | AF   | VF   | AF   | —    |      |      |      |      |      |      |      |      |      |      | 1 × VF   |
| Olympische Spiele  |      | 1    |      |      |      | —    |      |      |      | AF   |      |      |      | 2    |      |      |      | —    |      |      |      | —    |      |      | 1 × AF   |
| Fed Cup            | —    | P2   | PO   | F    | —    | RR   | —    | 1    | —    | 1    | —    | —    | —    | P2   | W2   | —    | P2   | —    | —    | —    | —    | —    | —    | VF   | 1 × F    |

Zeichenerklärung: S = Turniersieg; F, HF, VF, AF = Einzug in den Final, Halb-, Viertel-, Achtelfinal; 1, 2, 3 = Ausscheiden in der 1., 2., 3. Haupt- / Finalrunde; Q1, Q2, Q3 = Ausscheiden in der 1., 2. 3. Qualifikationsrunde; RR = Round Robin (Gruppenphase); nicht ausgetragen oder andere Kategorie; PO (Playoff), P2 = Auf-/Abstiegsrunde zur Weltgruppe I/II im Fed Cup; W2, K1, K2, K3 = Teilnahme in der Weltgruppe II, Kontinentalgruppe I, II, III im Fed Cup.

### Doppel
Die Tabelle listet die Ergebnisse der Grand-Slam-Turniere, der Tour Championships, der Olympischen Spiele, des Fed Cups bzw Billie Jean King Cups und der Turniere folgender Kategorien auf: 1990–2008: Tier I, 2009–2020: Premier Mandatory und Premier 5, ab 2021: WTA 1000.
| Turnier            | 1996 | 1997 | 1998 | 1999 | 2000 | 2001 | 2002 | 2003 | 2004 | 2005 | 2006 | 2007 | 2008 | 2009 | 2010 | 2011 | Karriere |
| ------------------ | ---- | ---- | ---- | ---- | ---- | ---- | ---- | ---- | ---- | ---- | ---- | ---- | ---- | ---- | ---- | ---- | -------- |
| Australian Open    | —    | 1    | 2    | AF   | AF   | 1    | 1    | 1    | 2    | 1    | —    | AF   | 2    | VF   | —    | AF   | 1 × VF   |
| French Open        | —    | AF   | VF   | AF   | —    | 2    | VF   | AF   | AF   | HF   | 2    | 1    | 1    | VF   | 1    | 2    | 1 × HF   |
| Wimbledon          | —    | 2    | 1    | 1    | 1    | 2    | 2    | 1    | AF   | —    | —    | 1    | —    | —    | 1    | —    | 1 × AF   |
| US Open            | —    | 1    | VF   | 1    | 2    | 1    | 2    | 2    | HF   | VF   | —    | 2    | AF   | AF   | 1    | —    | 1 × HF   |
| Tour Championships | —    | —    | —    | —    | —    | —    | —    | —    | —    | —    | —    | —    | —    | —    | —    | —    | —        |
| Doha               |      |      |      |      |      |      |      |      |      |      |      |      | 1    |      |      |      | 1 × 1R   |
| Dubai              |      |      |      |      |      |      |      |      |      |      |      |      |      | —    | 1    | —    | 1 × 1R   |
| Indian Wells       |      | —    | —    | AF   | 1    | 1    | —    | —    | —    | —    | —    | —    | —    | 1    | 1    | —    | 1 × AF   |
| Miami              | —    | 1    | AF   | 2    | AF   | 1    | —    | —    | —    | 1    | 1    | —    | 1    | HF   | AF   | —    | 1 × HF   |
| Hilton Head Island | —    | —    | 1    | F    | 1    |      |      |      |      |      |      |      |      |      |      |      | 1 × F    |
| Charleston         |      |      |      |      |      | AF   | AF   | 1    | HF   | —    | —    | AF   | —    |      |      |      | 1 × HF   |
| Rom                | —    | VF   | AF   | —    | AF   | AF   | AF   | 1    | —    | —    | —    | —    | —    | —    | 1    | —    | 1 × VF   |
| Madrid             |      |      |      |      |      |      |      |      |      |      |      |      |      | 1    | VF   | —    | 1 × VF   |
| Berlin             | —    | 1    | 1    | AF   | 1    | AF   | —    | 1    | 1    | VF   | —    | —    | AF   |      |      |      | 1 × VF   |
| San Diego          |      |      |      |      |      |      |      |      | —    | —    | —    | AF   |      |      |      |      | 1 × AF   |
| Cincinnati         |      |      |      |      |      |      |      |      |      |      |      |      |      | 1    | —    | —    | 1 × 1R   |
| Kanada             | —    | —    | 1    | AF   | 1    | —    | 1    | —    | —    | —    | —    | —    | —    | 1    | —    | —    | 1 × AF   |
| Tokio              | —    | —    | —    | —    | —    | —    | —    | —    | —    | —    | —    | —    | —    | 1    | —    | —    | 1 × 1R   |
| München            |      |      | —    | —    |      |      |      |      |      |      |      |      |      |      |      |      | —        |
| Zürich             | VF   | —    | 1    | HF   | 1    | —    | 1    | 1    | 1    | VF   | —    | 1    |      |      |      |      | 1 × HF   |
| Peking             |      |      |      |      |      |      |      |      |      |      |      |      |      | VF   | 1    | —    | 1 × VF   |
| Moskau             |      | 1    | 1    | 1    | VF   | —    | —    | VF   | 1    | 1    | —    | VF   | —    |      |      |      | 3 × VF   |
| Olympische Spiele  | VF   |      |      |      | —    |      |      |      | AF   |      |      |      | AF   |      |      |      | 1 × VF   |
| Fed Cup            | PO   | PO   | F    |      |      |      |      |      |      |      |      |      |      | 1    |      | PO   | 1 × F    |

Zeichenerklärung: S = Turniersieg; F, HF, VF, AF = Einzug in den Final, Halb-, Viertel-, Achtelfinal; 1, 2, 3 = Ausscheiden in der 1., 2., 3. Haupt- / Finalrunde; Q1, Q2, Q3 = Ausscheiden in der 1., 2. 3. Qualifikationsrunde; KF (kleines Finale) = unterlegen im Spiel um Platz drei; RR = Round Robin (Gruppenphase); nicht ausgetragen oder andere Kategorie; PO (Playoff), P2 = Auf-/Abstiegsrunde zur Weltgruppe I/II im Fed Cup; W2, K1, K2, K3 = Teilnahme in der Weltgruppe II, Kontinentalgruppe I, II, III im Fed Cup.

## Weltranglistenplatz am Saisonende
|        | 1994 | 1995 | 1996 | 1997 | 1998 | 1999 | 2000 | 2001 | 2002 | 2003 | 2004 | 2005 | 2006 | 2007 | 2008 | 2009 | 2010 | 2015 | 2016 | 2017 |
| ------ | ---- | ---- | ---- | ---- | ---- | ---- | ---- | ---- | ---- | ---- | ---- | ---- | ---- | ---- | ---- | ---- | ---- | ---- | ---- | ---- |
| Einzel | 786  | 152  | 58   | 26   | 11   | 21   | 25   | 37   | 15   | 23   | 14   | 7    | 9    | 16   | 14   | 43   | 44   | 740  | 303  | 144  |
| Doppel | 0    | 441  | 104  | 59   | 29   | 41   | 47   | 77   | 56   | 40   | 18   | 32   | —    | 87   | 52   | 31   | 110  | —    | —    | —    |